# Greg Hicks
Greg Hicks (ur. 1947) – amerykański zapaśnik walczący w stylu wolnym. Zajął piąte miejsce na mistrzostwach świata w 1975 i odpadł w eliminacjach w 1974. Triumfator igrzysk panamerykańskich w 1975. Drugi w Pucharze Świata w 1976 roku. Zawodnik North Carolina State University.